# Посольство Украины в Грузии
Посольство Украины в Грузии (укр. Посольство України в Грузії) — дипломатическая миссия Украины в Грузии, размещённая в Тбилиси.

## Задачи посольства
Основная задача посольства Украины в Тбилиси представлять интересы Украины, способствовать развитию политических, экономических, культурных, научных и других связей, а также защищать права и интересы граждан и юридических лиц Украины, находящихся на территории Грузии.
Посольство способствует развитию межгосударственных отношений между Украиной и Грузией на всех уровнях, с целью обеспечения гармоничного развития взаимных отношений, а также сотрудничества по вопросам, представляющим взаимный интерес. Посольство выполняет также консульские функции.

## История дипломатических отношений
В октябре 1918 года украинское правительство отправило в Тбилиси свою дипломатическую миссию, во главе с Иваном Красковским, военным атташе Николаем Чеховским; консулы Лев Лесняк, Евгений Засядько, Е. Петренко. После основания дипломатического представительства были открыты консульские учреждения Украинского государства на территории Грузинской Демократической Республики:
- Генеральное консульство в Тбилиси — генконсул Алексей Кулинский (20 июля 1918 — сентябрь 1919), Лесняк Лев Иванович (апрель 1919);
- Консульство в Сухуми — консул Засядько Евгений Степанович;
- Вицеконсульство в Батуми — вицеконсул Е. Петренко.

Посольство Украинского государства располагалось по улице судебной, № 33.
Дипломатические отношения между Украиной и Грузией были восстановлены 21 июля 1992 года путём обмена нотами. 5 апреля 1994 года начало работу посольство Украины в Грузии, а 19 августа 1994 года — посольство Грузии в Украине.

## Руководители дипломатической миссии
- Хименко Григорий Никитич (1917—1918), украинский комиссар в Тифлисе
- Красковский, Иван Игнатьевич (1919—1921), глава дипломатической миссии на Кавказе[2]
- Чугаенко Юрий Алексеевич (1994) временный поверенный
- Касьяненко Анатолий Иванович (30 июля 1993 — 1 сентября 1997)[3][4]
- Чугаенко Юрий Алексеевич (1997—1998) временный поверенный
- Волковецкий, Степан Васильевич (27 марта 1998 — 18 июня 2003)[5][6]
- Спис, Николай Михайлович (18 августа 2003 — 10 июня 2009)[7][8]
- Цыбенко, Василий Григорьевич (10 июня 2009 — 18 июня 2015)[9][10]
- Назаров Георгий Павлович (2015—2017) временный поверенный
- Долгов, Игорь Алексеевич (3 февраля 2017 — 24 июня 2022)[11][12]
- Касьянов, Андрей Юрьевич[укр.] (2022—2023) временный поверенный[13][14]
- Шульга Александр Васильевич (2023—2024) временный поверенный[15]
- Харишин Михаил Владимирович (2024) временный поверенный[16]
- Колотилова Татьяна Николаевна (с 2024) временная поверенная[17]